# Maďarská národní rada

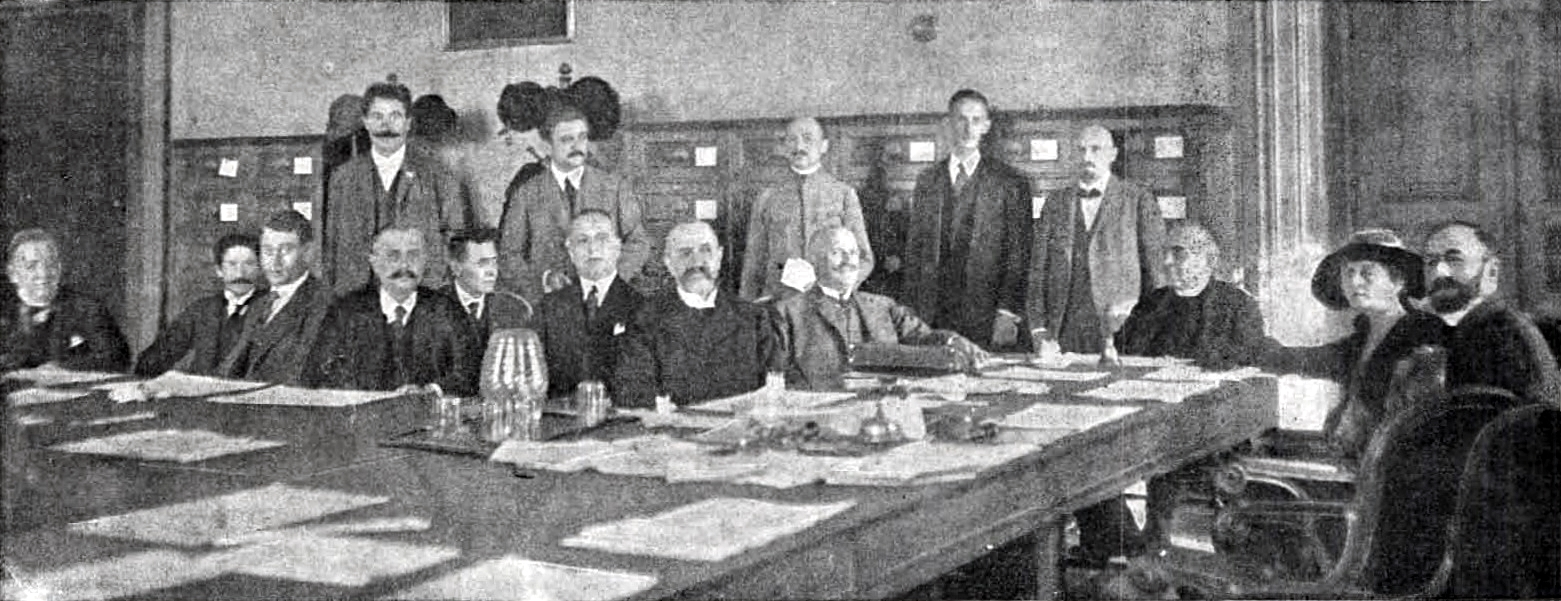
Maďarská národní rada v listopadu 1918.

Maďarská národní rada (maďarsky Magyar Nemzeti Tanács) byl kolektivní orgán, který vznikl v závěru první světové války během rozpadu Rakousko-Uherska. 
Rada vznikla dne 25. října 1918 v předvečer konce války a začátku tzv. astrové revoluce. Založilo ji nejprve několik levicových stran, které předpokládaly vznik republiky založené na dělnických radách. Později se k národní Radě přidaly i další politické strany. Rada nedlouho po svém ustanovení připravila dvanáctibodový program, který předpokládal především okamžité ukončení již čtyři roky trvajícího konfliktu. Dále žádal odtržení Uherska od Rakouska, uznání práv menšin Uherska, komplexní agrární reformu, znovuobnovení občanských práv, např. práva shromažďovacího a všeobecné hlasovací právo, tedy rozšíření volebního práva i na ženy. 
Dne 29. října 1918 zřídila Národní rada tzv. výkonný výbor v jehož čele byl Mihály Károlyi. Dalšími členy byli Tivadar Batthyány, Lajos Bíró, Vilmos Böhm, Ernő Garami, Sándor Garbai, János Hock, Zoltán Jánosy, Oszkár Jászi, Zsigmond Kunfi, Márton Jovásy a další. Kromě toho existoval i vojenský a studentský výbor. V téže době se uskutečnila v Budapešti demonstrace, které se účastnilo na sto tisíc lidí. Orgán se měl stát protiváhou k vládě Istvána Tiszy. Již 30. října byla rada připravena převzít moc ve státě.
Maďarská národní rada byla činná až do března 1919 kdy byla vyhlášena Maďarská republika rad. 